# Ігнац Молнар
Ігнац Молнар (угор. Ignác Molnár, 27 жовтня 1901, Будапешт — 9 березня 1986, Відень) — угорський футболіст, що грав на позиції нападника. По завершенні ігрової кар'єри — тренер.
Значну частину своєї тренерської кар'єри він провів у Туреччині і, завдяки своїм досягненням, вважається одним з найбільших тренерів турецького футболу загалом і особливо для «Фенербахче». З цим клубом він був двічі чемпіоном Стамбулу та двічі чемпіоном Туреччини. Він також допоміг клубу здобути перший турецький «Золотий дубль», а також саме при ньому у 1959 році «Фенербахче» зіграло у дебютному чемпіонаті Туреччини та вперше стало чемпіоном країни.

## Ігрова кар'єра
У дорослому футболі дебютував виступами за команду «Бочкаї».
У 1924 році він прибув до Італії, ставши гравцем «Віченци», яку очолив його співвітчизник Імре Бекей. Дебютував у товариському матчі проти «Карпі» 28 вересня, а в чемпіонаті перший матч зіграв 24 жовтня в домашній грі проти «Удінезе» (4:2), в якій він також забив свій перший гол. «Віченца» отримав підвищення, вигравши свою групу другого дивізіону. Але згодом «Удінезе» подало апеляцію, через використання «Віченцою» професіональних угорських футболістів Молнара та його партнера Іштвана Хорвата. В результаті «Віченці» були зараховані технічні поразки 0:2 в усіх матчах сезону, де виходили на поле угорці, і вона опинилась на останньому місці.
Молнар змушений був залишити команду і перейшов до іншого місцевого клубу «Роман», де виступав аж до ліквідації команди у 1927 році, коли її об'єднали з двома іншими римськими колективами у єдиний клуб «Рома». Потім Молнар переїхав до Німеччини, де і закінчив футбольну кар'єру. Як футболіст він був нападником із чудовою технікою та чудовим дриблінгом.

## Кар'єра тренера
Розпочав тренерську кар'єру у Нідерландах, де до 1939 року (з перервою на 1934—1936 роки, коли він очолював бельгійський «Антверпен») тренував місцеві клуби «Віллем II», «КсерксесДЗБ», «Квік Ден Гаг» та «РФК Роттердам».
У 1939 році його співвітчизник Ернест Ербштейн, головний тренер «Торіно», вирішив залишити Італію через расову дискримінацію і запропонував Молнара керівництву туринців як його можливого замінника, сподіваючись при цьому зайняти його місце в «Роттердамі». Переговори пройшли успішно і Молнар дебютував як головний тренер італійського клубу 5 лютого 1939 року, коли команда йшла на третьому місці в турнірній таблиці, тоді як Ербштейн згодом вирішив втекти до Угорщини. Під керівництвом Молнара «Торіно» тривалий час боролось із «Болоньєю» за чемпіонство, але все ж стало лише другим. Його перебування на посаді закінчилося на початку Другої світової війни.
Після світової війни Молнар очолив турецьке «Фенербахче», з яким виграв Стамбульську футбольну лігу у сезоні 1947/48 років, не зазнавши жодної поразки на турнірі. Цей результат спонукав Турецьку федерацію футболу поставити його на чолі національної збірної, що саме мала зіграти на Олімпійських іграх 1948 року в Лондоні. Молнар прийняв цю пропозицію, на додачу до свого перебування на посаді у «Фенербахче». Втім безпосередньо перед початком турніру Молнар покинув і турецьку національну команду, і «Фенербахче» з причин, які не обговорювались далі, і залишив країну.
Після дев'яти років у 1957 році Молнар повернувся до Туреччини і вдруге очолив «Фенербахче». Цього разу він знову виграв з командою сезоні Стамбульську футбольну лігу у сезоні 1958/59, знову не програвши жодної гри за турнір. Цей розіграш став останнім в історії ліги, оскільки з 1959 року став проводитись загальнонаціональний чемпіонат Туреччини. Перший сезон пройшов з лютого 1959 року по червень 1959 року і Молнар та його команда обігравши у фіналі «Галатасарай» стали першим чемпіоном Туреччини, а сам Молнар став першим головним тренером, який привів команду до такого трофею.
У другому сезоні Молнар залишився у «Фенербахче» лише в першій половині сезону, а в другій частині його замінив співвітчизник Ласло Секей. Ще влітку 1959 року Молнар мав суперечки з деякими посадовими особами клубу. Президент клубу Ага Ерозан закликав публічно вибачитися тренера за свою поведінку. На думку Ерозана, Молнар внутрішньо відхилив пропозицію про продовження контракту, але у ЗМІ піднімав чутки про підвищення зарплати. Молнар, у свою чергу, сказав, що вибачень не буде. В результаті у січні 1960 року Молнару було надано місячну відпустку після поразки від «Спарти» (Прага), а незабаром після цього Молнаром був розірваний і Секей був представлений новим тренером.
З літа 1959 року Молнар також працював з другою збірною Туреччини, паралельно з його роботою у «Фенербахче». У вересні він вдруге став головним тренером національної збірної Туреччини, до січня 1960 року суміщуючи цю посаду з роботою у «Фенербахче», а потім лише тренував національну команду. Після єдиного товариського матчу проти збірної Шотландії, Молнар покинув збірну.
У 1960 році він прийняв пропозицію «Хапоель» (Петах-Тіква), вигравши чемпіонат Ізраїлю 1960/61. Восени 1961 року очолив «Маккабі» (Тель-Авів), з яким пропрацював до кінця сезону. Перед сезоном 1962/63 він покинув Ізраїль і став головним тренером австрійської «Аустрія» (Зальцбург), куди запросив воротаря Шюкрю Ерсой, з яким працював у «Фенербахче». Через рік Молнар покинув і цей клуб.
На сезон 1965/66 Молнар повернувся до Туреччини і очолив клуб першого дивізіону «Вефаспор». У лютому 1966 року він заявив про свою відставку. Незабаром після цієї відставки Молнар став головним тренером клубу другого дивізіону «Алтинорду», з яким посів 2 місце і вийшов до елітного дивізіону. Незважаючи на цей успіх, він покинув «Алтинорду» на новий сезон і увійшов до тренерського штабу турецької збірної.
У лютому 1967 році Молнар погодився очолити «Ферікей», однак ця співпраця не сталася. Натомість Молнар зайняв посаду тренера у своєму колишньому клубі «Фенербахче», де головним тренер працював Абдула Гегич. Лише у новому сезоні Молнар був представлений новим головним тренером клубу та втретє очолив команду. Цей сезон команда провела успішно, вигравши титул чемпіона. Окрім цього був здобути і перший титул Кубка Туреччини історії клубу, а отже, і перший «золотий дубль» у клубній історії. На додачу до цього «Фенербахче» виграв і Кубок Президента, аналог суперкубка країни, а також Балканський кубок, першим серед турецьких клубів. У новому сезоні результати команди не були такими вдалими і Молнара замінив румунський спеціаліст Траян Іонеску після 24-го туру.
На новий сезон Молнар погодився очолити клуб другого дивізіону «Аданаспор», з яким працював протягом майже усього сезону. Після того, як мета підвищитись у класі вже не була досяжна, він на початку травня 1970 року покинув південнотурецький клуб. Надалі Молнара почав перемовини з «Бешикташем», але не зміг домовитися про співпрацю з цим клубом , після чого повернувся до Зальцбурга і чекав тут будь-яких пропозицій з Туреччини.
На початку 1986 року здоров'я Молнара погіршилося. Його довелося госпіталізувати на лікування у Відень. Там він і помер від своєї хвороби 9 березня 1986 року на 85-му році життя.

## Титули і досягнення

### Як тренера
«Фенербахче»
- Чемпіон Туреччини (2): 1959, 1967–68
- Володар Кубка Туреччини (1): 1967–68
- Володар Суперкубка Туреччини (1): 1968
- Чемпіон Стамбульської футбольної ліги (2): 1947–48, 1958–59
- Володар Балканського кубка (1): 1966–67

 «Хапоель» (Петах-Тіква)
- Чемпіон Туреччини (1): 1960–61